# Phillip James Cribb
Phillip James Cribb (1946) es un botánico e importante explorador inglés.

## Biografía
Ha estado colectando flora del Reino Unido, Irlanda, India, Bután, África tropical (Tanzania y Madagascar) y Oceanía (Islas Salomón y Vanuatu). Pertenece al Personal científico del Real Jardín Botánico de Kew.

## Algunas publicaciones
- phillip j. Cribb. 2014. Slipper orchids of Borneo. Ed. Natural History Public. (Borneo) 160 pp. ISBN 9838121495, ISBN 9789838121491

- 2007. Orchids of Madagascar; Johan Hermans, Clare Hermans, Phillip Cribb & Jean Bosser; Royal Botanic Gardens, Kew ISBN 9781842461334

- 2007. The Genus Cymbidium; David Du Puy & Phillip Cribb; Royal Botanic Gardens, Kew ISBN 9781842461471

- 2005. Genera Orchidacearum, Volume 4: Epidendroideae (Part 1); onder redactie van Alec M. Pridgeon, Phillip J. Cribb, Mark W. Chase & Finn N. Rasmussen; Oxford Univ. Press ISBN 0198507127

- 2005. Flower Paintings from the Apothecaries' Garden: Contemporary Botanical Illustrations from Chelsea Physic Garden; A. Brown, P. Cribb & G. Barlow; Antique Collectors Club ISBN 1851495037

- 2004. Field Guide to Ethiopian Orchids; S. Demissew, P. Cribb & F. Rasmussen; Royal Botanic Gardens, Kew ISBN 1842460714

- Slipper Orchids of Vietnam; Leonid Averyanov, Phillip Cribb, Phan Ke Loc & Nguyen Tien Hiep
  - 2003. Royal Botanic Gardens, Kew ISBN 1842460471
  - 2003. Timber Press ISBN 0881925926

- 2003. Genera Orchidacearum: Volume 3: Orchidoideae (Part 2), Vanilloideae (Genera Orchidacearum); editó Alec M. Pridgeon, Phillip J. Cribb, Mark W. Chase & Finn N. Rasmussen; Oxford University Press ISBN 0198507119

- 2003. Orchid Conservation; editó K. Dixon, S. Kell, R. Barrett & P. Cribb; Natural History Publ. ISBN 9838120782

- 2002. The Orchids of Bhutan; N.R. Pearce & P.J. Cribb; Royal Botanic Garden Edinburgh ISBN 1872291198

- 2001. Genera Orchidacearum: Volume 2: Orchidoideae (Part 1) (Genera Orchidacearum); onder redactie van Alec M. Pridgeon, Phillip J. Cribb, Mark W. Chase & Finn N. Rasmussen; Oxford University Press ISBN 0198507100

- 1999. The Genus Pleione; P. Cribb & I. Butterfield; Royal Botanic Gardens, Kew ISBN 1900347814

- 1999. Genera Orchidacearum: vv. 1: General Introduction, Apostasioideae, Cypripedioideae (Genera Orchidacearum); editó Alec M. Pridgeon, Phillip J. Cribb, Mark W. Chase & Finn N. Rasmussen; Oxford University Press ISBN 0198505132

- 1998. The Genus Paphiopedilum; Phillip Cribb; Royal Botanic Gardens, Kew ISBN 9838120235

- 1997. The Genus Cypripedium; Phillip Cribb; Royal Botanic Gardens, Kew ISBN 0881924032

- Du Puy, D.; P.J. Cribb. 1988. The Genus Cymbidium. Timber Press, Portland, OR. xix + 236 pp. ISBN 0-88192-119-X

- Bechtel, H., P.J. Cribb; E. Launert. 1981. The Manual of Cultivated Orchid Species. The MIT Press, Cambridge, Mass. 444 pp., 720 fotos color y numerosos dibujos. ISBN 0-262-02162-5
- 1992. The Forgotten Orchids of Alexandre Brun; Phillip Cribb; First American Edition 1992. ISBN 0802115004

## Honores

### Eponimia
Género
- (Orchidaceae) Cribbia Senghas[2]